# Effektpedal

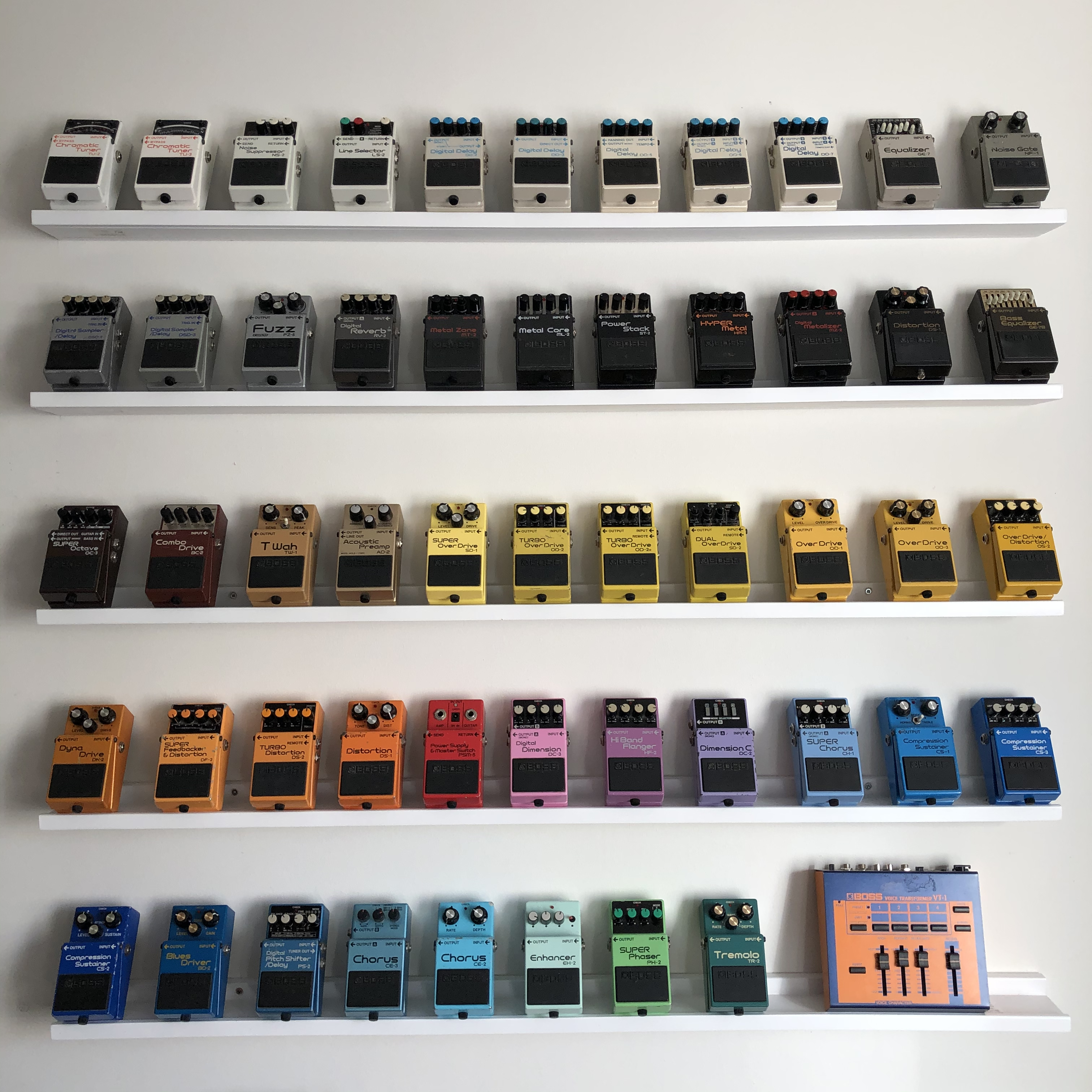
Flertalet olika typer av effektpedaler från BOSS.

En effektpedal är en elektronisk anordning som förändrar ett elförstärkt instruments ljud och som styrs med hjälp av foten. Pedalerna designades ursprungligen för att användas med elgitarrer, där musikern behövde använda båda händerna åt sitt instrument. Effektpedaler kan dock i princip kopplas till vilket elförstärkt instrument som helst, eller till en mikrofon och påverka till exempel sång.

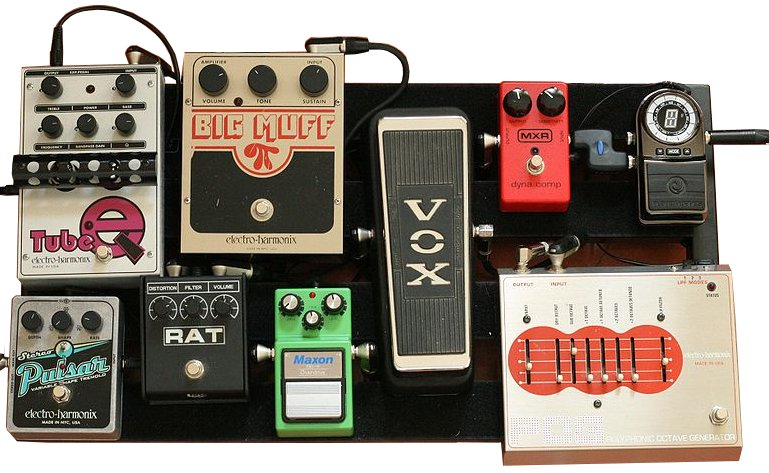
Ett pedalbord med olika typer av effektpedaler.

Effektpedaler behöver egen strömförsörjning som kan vara anordnad med ett internt batteri eller ett nätaggregat. Flera pedaler kan kopplas ihop via patchkablar; en kortare, ofta vinklad, variant av den instrumentkabel som annars går direkt mellan gitarr och förstärkare. Ett vanligt alternativ är att montera fast flera pedaler på ett pedalbord (se bild). Ordningen på pedalerna påverkar det slutliga soundet.
Ett nyligt tillskott är loop-pedaler, små digitala samplers som kan spela in och sömlöst repetera det ljud som matas in i dem, samtidigt som musikern fortsätter att spela på instrumentet. Via dessa kan musikern alltså spela duett med sig själv.

## Typer av effektpedaler
- Distorsion
  - Overdrive
  - Fuzz
- Filter
  - Equalizer
  - Wah-wah
  - Oktav generator
- Modulering
  - Chorus
  - Flanger
  - Phaser
  - Tremolo
- Tidsbaserade
  - Delay/echo
  - Reverb

## Kända tillverkare
- Electro-Harmonix
- Boss (dotterbolag till Roland)
- Ibanez
- Line 6
- MXR (dotterbolag till Dunlop Manufacturing)
- Vox
- TC Electronic